# فرانکو آندریاشویچ
فرانکو آندریاشویچ (کرواتی: Franko Andrijašević؛ زادهٔ ۲۲ ژوئن ۱۹۹۱) بازیکن فوتبال اهل کرواسی است.
از باشگاه‌هایی که در آن بازی کرده‌است می‌توان به باشگاه فوتبال دینامو زاگرب، باشگاه فوتبال هایدوک اسپلیت، باشگاه فوتبال لوکوموتیو زاگرب، و باشگاه فوتبال خنت اشاره کرد.
وی همچنین در تیم‌های ملی فوتبال زیر ۲۰ سال کرواسی، زیر ۲۱ سال کرواسی و کرواسی بازی کرده‌است.